# Šampioni
Šampioni jsou český televizní soutěžní pořad z roku 2023 vysílaný na TV Prima, v němž tři známé osobnosti prověřují své znalosti o zvířatech.

## Pravidla
V každém díle se objevují dva stálí soutěžící (Marek Němec a Patricie Pagáčová) a jeden host. Všichni tři se postupně utkají s jedním šampionem a sázejí body, jestli úkol zvládnou, nebo ne. Ten, kdo získá nejvíce bodů, daruje 10 000 Kč na pomoc některému zvířeti nebo zvířecí organizaci.

## Seznam dílů
| Č. v pořadu | Č. v řadě | Hosté                                           | Počet bodů                        | Vítěz             | Premiéra v ČR   | Sledovanost (15+) |
| ----------- | --------- | ----------------------------------------------- | --------------------------------- | ----------------- | --------------- | ----------------- |
| 1           | 1         | Anna Slováčková Patricie Pagáčová Marek Němec   | 300 bodů 3 500 bodů 0 bodů        | Patricie Pagáčová | 4. února 2023   | 532 000           |
| 2           | 2         | Alice Bendová Patricie Pagáčová Marek Němec     | 0 bodů 50 bodů 0 bodů             | Patricie Pagáčová | 11. února 2023  | 499 000           |
| 3           | 3         | Monika Absolonová Patricie Pagáčová Marek Němec | 1 850 bodů 1 900 bodů 0 bodů      | Patricie Pagáčová | 18. února 2023  | 483 000           |
| 4           | 4         | Martin Kraus Patricie Pagáčová Marek Němec      | 2 050 bodů 2 600 bodů 3 000 bodů  | Marek Němec       | 25. února 2023  | 435 000           |
| 5           | 5         | Roman Vojtek Patricie Pagáčová Marek Němec      | 2 600 bodů 2 000 bodů 4 600 bodů  | Marek Němec       | 4. března 2023  | 341 000           |
| 6           | 6         | Pavel Nečas Patricie Pagáčová Marek Němec       | 1 100 bodů 5 200 bodů 12 600 bodů | Marek Němec       | 11. března 2023 | 362 000           |